# TMK 2200
ТМК 2200 је нископодни трамвај произведен у компаније Кротрам. Трамвај се за сада налази у возном парку Загребачког електричног трамваја те је прилагођен загребачкој саобраћајној мрежи. Састоји се од пет сегмената међусобно повезаних са четири зглоба. У подручју зглобова сегменти су међусобно повезани хармоника мјеховима и прелазница у облику окретних плоча. Возило је ослоњено на три окретна постоља (испод 1., 3., и 5. сегмената) док су остали сегменти завјешен на ослоњене сегменте. 
Први од седамдесет нископодних трамваја типа ТМК 2200 предан је ЗЕТ-у 27. априла 2005. године. Нови је трамвај 13. јули свечано пуштен у промет. Посљедни од 70 трамваја из прве серије свечано је пуштен у промет 7. јуна 2007. Том пригодом свих седамдесет нископодних трамваја поређани су у колону дугу 02:30 километра која се протезала Хорваћанске цестом од Рудешка до Савске цесте у Загребу. Према уговору који је склопљен 18. јула 2007. између конзорцијума Кротрам те подружнице Загребачког холдинга ЗЕТ-а, конзорцијум Цротрам испоручио је 70 трамвај из друге серије 30. јуна 2010. године.
По један трамвај из ове серије био је на тестирању у финском главном граду Хелсинкију, те у Бугарској Софији, а интерес за њега показан је иу Румунији, Бугарској, Пољској, Немачкој, Аустрији, Србији. 2009. године Кротрам учествовао је на конкурсу за продају 30 трамваја Београду, али је изгубио у корист Шпанског ЦАФ-а. За сада се овај трамвај налази само у возном парку ЗЕТ-а.

## Повезани чланци
- Кротрам
- ТМК 2300